# La Platte (Nebraska)
La Platte je naseljeno područje za statističke svrhe u američkoj saveznoj državi Nebraska. Prema popisu stanovništva iz 2010. u njemu je živjelo 114 stanovnika.